# N726 (België)
De N726 is een gewestweg in de Belgische provincie Limburg. Hij verbindt de N75 in de Genkse wijk Bokrijk met het recreatiegebied Kelchterhoef in Houthalen. De weg loopt achtereenvolgens langs het provinciaal domein Bokrijk en de wijk Boxbergheide in Genk, langs natuurgebied Teut in Zonhoven, bedrijventerrein Genk-Noord, en langs recreatiegebied Hengelhoef in Houthalen. Er is ook een aansluiting op de E314/A2, met name oprit/afrit nummer 30, Park Midden-Limburg. De route heeft een lengte van ongeveer 12 kilometer.